# Quíchua do Huallaga
O quíchua do Huallaga é um dialeto dentro do grupo dialetal alto pativilca–alto marañón–alto quechua huallaga da língua quíchua. O dialeto é falado na região de Huánaco Central do Peru, principalmente nos distritos de Huánuco, Churubamba, Santa María del Valle, San Francisco de Cayrán e Conchamarca.

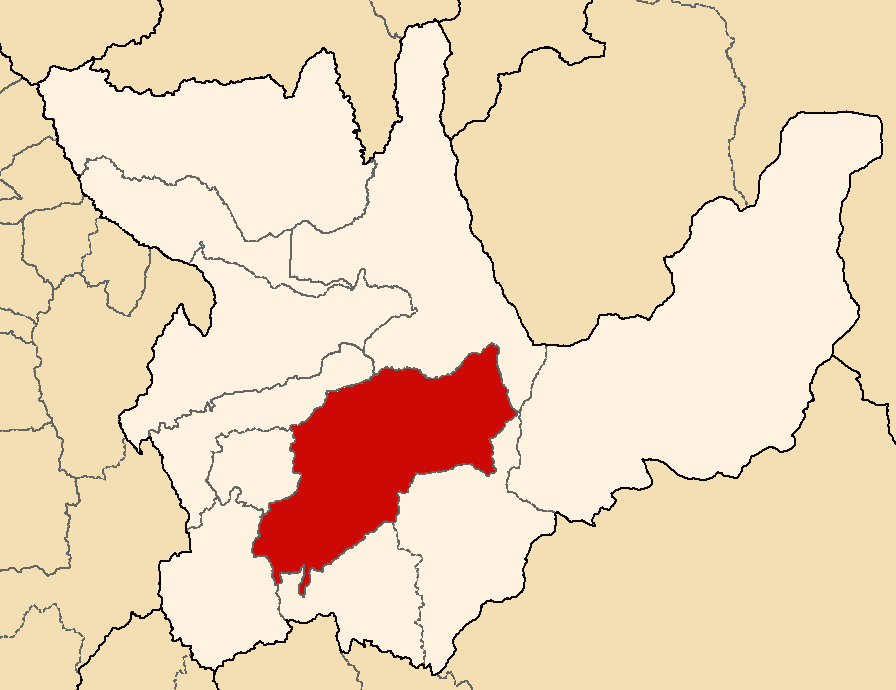
Huánaco na província de mesmo nome

Província Huánaco

## Falantes
A partir de 1993, Quechua Huallaga era falado monolíngue por 66% da população de seus falantes nativos, o restante dos quais eram bilíngues principalmente em espanhol. Enquanto a comunicação em quéchua ainda mantém seu valor cultural dentro das comunidades, o espanhol é preferido para uso intercomunitário. Por causa do bilinguismo generalizado, uma parte do vocabulário espanhol (principalmente consistindo de termos para tecnologia recentemente desenvolvida) foi incorporada em quíchua huallaga e, inversamente, o espanhol local também emprestou palavras do dialeto quíchua. De acordo com David Weber, o linguista da UCLA que publicou a gramática de 1989 de quíchua huallaga, alguns telefones agora comuns em quíchua huallaga estão presentes apenas em empréstimos espanhóis e palavras simbólicas sonoras, mas a linguagem parece não ter tido influência da estrutura do espanhol além de telefones e vocabulário.

## Ortografia
Não tendo nenhuma língua escrita até depois da queda do Império Inca, as línguas quíchuas em toda a América do Sul agora usam caracteres do alfabeto latino. O sistema foi padronizado pelo governo peruano nas décadas de 1970 e 1980, e David Weber opta por aderir aos padrões do Ministério da Educação do Peru (4023-75) em sua gramática. Publicações recentes em Quechua Huallaga , no entanto, estão em conformidade com um novo padrão (0151-84).

## Escrita
A forma do alfabeto latino usada pela língua não apresenta a letra I.
As letras b, d, e, g, h, o, qu, v, x, z são usadas principalmente em palavras emprestadas e nomes espanhóis. Qu é usado antes de outras vogais

### Símbolos ortográficos
Os símbolos latinos para consoantes Quechua Huallaga são os seguintes (referência cruzada com consoantes fonêmicas):
|                |                | Bilabial | Alveolar | Pós-alveolar | Retroflexa | Palatal | Velar | Uvular | Glotal | Labio-Velar |
| -------------- | -------------- | -------- | -------- | ------------ | ---------- | ------- | ----- | ------ | ------ | ----------- |
| Oclusiva       | Oclusiva       | p b      | t d      |              |            |         | k g   | q      |        |             |
| Nasal Oclusiva | Nasal Oclusiva | m        | n        |              |            | ñ       |       |        |        |             |
| Vibrante       | Vibrante       |          | r        |              |            |         |       |        |        |             |
| Fricativa      | Fricativa      |          | s        | sh           | rr         |         |       |        | h      |             |
| Africada       | Africada       |          | ch       |              |            |         |       |        |        |             |
| Aproximante    | Aproximante    |          |          |              |            | y       |       |        |        | w           |
| Lateral        | Lateral        |          | l        |              |            | ll      |       |        |        |             |

Nos regulamentos (0151-84) publicados após o padrão do Ministério da Educação do Peru, [q] é transcrita por ⟨g⟩ e [h] por ⟨j⟩.
As vogais são ⟨a, e, i, o, u⟩, correspondendo aos seus valores de IPA. A ortografia para uma vogal longa no padrão do Ministério (4023-75) é dobrando a vogal: [aː] → ⟨aa⟩, e os regulamentos mais recentes (0151-84) aplicam um trema [aː] → ⟨ӓ⟩.

## Fonologia

### Consoantes fonêmicas
|                |                | Bilabial | Alveolar | Pós-alveolar | Retroflexa | Palatal | Velar | Uvular | Glotal | Labio-velar aproximante |
| -------------- | -------------- | -------- | -------- | ------------ | ---------- | ------- | ----- | ------ | ------ | ----------------------- |
| Oclusiva       | Oclusiva       | p (b)    | t (d)    |              |            |         | k (g) | q      |        |                         |
| Nasal Oclusiva | Nasal Oclusiva | m        | n        |              |            | ɲ       |       |        |        |                         |
| Vibrante       | Vibrante       |          | ɾ        |              |            |         |       |        |        |                         |
| Fricativa      | Fricativa      |          | s        | ʃ            | ʐ          |         |       |        | h      |                         |
| Africada       | Africada       |          | t͡ʃ       |              |            |         |       |        |        |                         |
| Aproximante    | Aproximante    |          |          |              |            | j       |       |        |        | w                       |
| Lateral        | Lateral        |          | l        |              |            | ʎ       |       |        |        |                         |

Oclusivas sonoras ocorrem principalmente em palavras com simbologia sonora, por ex. bunruru-, 'rumble [como trovão]', e palavras emprestadas do espanhol, por exemplo aabi, 'pequeno pássaro', do espanhol ave.
Oclusivas sonoras ocorrem principalmente em palavras com simbologia sonora, por ex. bunruru-, 'rumble [como trovão]', e palavras emprestadas do espanhol, por exemplo aabi, 'pequeno pássaro', do espanhol ave.

### Vogais
|         |         | Anterior | Central | posteriorBack |
| ------- | ------- | -------- | ------- | ------------- |
| Fechada | Fechada | i        |         | u             |
| Medial  | Medial  | (e)      |         | (o)           |
| Abera   | Abera   |          | a       |               |

Ambas as vogais médias em Quechua Huallaga também são empréstimos espanhóis. O inventário original de três vogais, contrastando apenas altura e dorso, é típico dos dialetos quíchuas.

#### Extensão
A extensão é contrastadA fonemicamente em Quechua Huallaga. Embora foneticamente A extensão seja uma característica vocálica, o sistema fonológico trata o extensão da vogal como uma consoante. Isso se torna especialmente importante nas limitações na estrutura da sílaba.
Diferenças semânticas finas podem ser expressas pelA extensão da vogal:
|/kawa- ra- :- t͡ʃu/|c1= → [kawara:t͡ʃu] - |live- PST- 1- NEG - |'Eu não vivi'}}
|/kawa- :- raq- t͡ʃu/|c1= → [kawa:ra:t͡ʃu] - |live- 1- ainda- NEG - |'Eu ainda não vivo'}}
Em empréstimos espanhóis, Quechua Huallaga muitas vezes torna o acento de sílaba acentuada como extensão de vogal, mesmo que o acento não caia na penúltima.

### Segmentação
A estrutura máxima sílaba do Quechua Huallaga é CVC, com V, VC e CV também sendo permitidos. CCC, CC#, #CC e VV não são permitidos.
- [huk] 'um'
- [tan.ta] 'pão'
- [pa.qas.raq] 'ainda noite'
- [ka:.ʐu] 'caminhão'

Ao segmentar uma palavra em quíchua Huallaga por sílabas, o processo é sistemático e direto. Começa-se do final da palavra, trabalhando de trás para frente - todas as vogais se tornam núcleos silábicos. Se a palavra termina em uma consoante, essa consoante é a coda para a sílaba final da palavra. Qualquer consoante única precedendo uma vogal é o início dessa sílaba. Quaisquer duas consoantes consecutivas estarão abrangendo um limite de sílaba. É importante ter em mente que as consoantes neste caso incluem extensão; a CV: sílaba não é uma sílaba aberta, mas uma bimoráica sílaba fechada.

#### Inserção-ni-
A adição de afixação morfológica complica a derivação de sílabas felizes. Certos sufixos começam com encontros consonantais ou consistem em consoantes simples, incluindo extensão vocálico. O único ambiente em que esses sufixos não produziriam sílabas inadmissíveis é seguir uma vogal não alongada no final de uma raiz. A categoria de sufixos possessivos, em particular, sofre um processo de inserção silábica para evitar que a afixação desses sufixos a raízes bimoráicas produza estruturas ilegais. A sílaba sem sentido -ni- é inserida no limite do morfema onde uma raiz bimoráica-final encontra um sufixo possessivo com uma consoante que aparece antes de um limite de sílaba.
- Sílabas, digamos, infelizes sem inserção -ni-

/hatun- + -:/ → *[hatun:] 'meu grande'
/maqa-ma-q- + -n.t͡ʃi:/ → *[maqamaqnt͡ʃi:] 'aquele que nos acertou'
/ɲatin- + -j.naq/ → *[ɲatinjnaq] 'não ter fígado'
/papa:- + -n/ → *[papa:n] 'seu pai'
- Sílabas felizes com inserção -ni-

/hatun- + -:/ → [ha.tun.ni:] 'meu grande'
/maqa-ma-q- + -n.t͡ʃi:/ → [ma.qa.maq.nin.t͡ʃi:] 'aquele que nos bateu'
/ɲatin- + -j.naq/ → [ɲa.tin.nij.naq] 'não ter fígado'
/papa:- + -n/ → [pa.pa:.nin] 'seu pai'
Um aspecto paralelo interessante nesse processo é o sufixo possessivo [-joq], cuja afixação provoca a inserção de -ni opcionalmente. Essa evidência fala da generalização da regra de inserção morfo-fonológica -é- em toda a categoria morfológica de sufixos possessivos, em vez de ser verdadeiramente uma regra fonologicamente determinada.
/action- + -joq/ → [a.a.to.ni.joq]
/ação- + -ação/ → [a.a.w.a.
Dois processos, relacionados diacronicamente, podem ser hipotetizados para explicar o desenvolvimento da inserção -ni- e sua potencial generalização eventual:
Ia. /'Raiz nominal'- + -'Sufixo possessivo'/ → ['Raiz nominal-Sufixo possessivo']
IIa. ø → [-and-] / {Raiz nominal [bimoráica σ]}- ___ -{[-syl or (+long)] #σ Pos Sufixo}
Em Ia, uma raiz nominal ganha um sufixo possessivo no nível lexical, alimentando IIa, em que -ni- é inserido entre cada raiz bimoráica-final e pré- .sílaba-limite consoante-sufixo possessivo inicial.
Ib. /'Raiz nominal'- + -'Sufixo possessivo'/ → ['Raiz nominal-Sufixo possessivo']
IIb. ø → [-and-] / {Raiz nominal}- ___ -<{Pos Sufixo}
Com o tempo, o processo a pode ter se generalizado para o processo b, no qual Ib alimenta IIb, permitindo um -ni-' ' para ser opcionalmente inserido entre qualquer raiz nominal e qualquer sufixo possessivo.

## Bíblia
Em 2011, os esforços colaborativos da American Bible Society, da Peruvian Bible Society, do Summer Institute of Linguistics e da JAWCA Quechua Association produziram a primeira Bíblia escrita em Quechua Huallaga. A publicação representou mais um passo para o reconhecimento e preservação de todos os vários dialetos do quíchua, muitos dos quais foram marginalizados.

## Outras bíblias
- Tayta Diosninchi isquirbichishan: Unay Testamento (Old Testament), *[Mushoj Testamento (New Testament)
- The story of The Tower of Babel in Quechua Huallaga